# Artículo periodístico
El artículo periodístico   es un género fundamental del periodismo que tiene como propósito dar a conocer los hechos de interés colectivo, ya sea social, ambiental  o también político.
Es un texto que expresa la opinión que redacta el mismo público al cual es dirigido, con la finalidad de encontrar en el lector, la formación de la opinión y el conocimiento del tema.
El habla de un artículo periodístico es sencilla, puesto que no necesita que se explique a profundidad, sino que se exponga desde un punto de vista hacia los demás con fines de buscar su opinión sobre el tema. No necesita de un vocabulario especializado ni preciso, sino algo que sea muy cotidiano y evidente, con sentido y que abra y aclare dudas al lector. Tampoco requiere de tener un nivel de argumentación largo, sino algo que inspire a los lectores a seguir buscando  información.
- Datos: Q5707594